# Ellen Douglas
Josephine Chamberlain Ayres Haxton (* 12. Juni 1921 in Natchez, Mississippi; † 7. November 2012 in Jackson, Mississippi) war eine US-amerikanische Schriftstellerin, die ihre Romane unter dem Pseudonym Ellen Douglas schrieb.

## Leben
Sie wuchs in Hope, Arkansas und Alexandria, Louisiana auf. 1942 schloss sie ihr Englischstudium an der University of Mississippi ab. Für mehrere Jahre schrieb sie, ohne auch nur eine Geschichte veröffentlicht zu haben. Es war der Dichter Charles Bell, der eines ihrer Manuskripte dem Verlag Houghton Mifflin vorlegte. Mit A Family's Affairs erschien 1961 ihr erster Roman. Der Roman wurde 1964 unter dem Titel Zu Haus in Louisiana: Roman einer Familie in Deutscher Sprache veröffentlicht. Da die Geschichte lose auf zwei ihrer Tanten basierte und sie ihr Privatleben schützen wollte, legte sich Haxton mit Ellen Douglas ein Pseudonym zu.
Insgesamt veröffentlichte Haxton 11 Romane, wovon sechs Romane waren. Mit ihrem 1973 erschienenen Roman Apostles of Light erhielt sie 1974 eine Nominierung für den National Book Award, wobei sie sich nicht gegen Thomas Pynchon mit seinem Roman Gravity's Rainbow durchsetzen konnte. Ihre späteren Romane wurden laut eigener Ansicht seichter und beschäftigten sich mehr mit Postmoderner Erzählweise. In den 1970er und 1980er Jahren war sie Artist in Residence an der Northeast Louisiana University und University of Mississippi.
Haxton verstarb nach langer Krankheit am 7. November 2012 im Alter von 91 Jahren in ihrem Haus in Jackson, Mississippi. Sie war mit dem Komponisten Kenneth Haxton verheiratet. Die Ehe endete in einer Scheidung. Das Paar hatte drei gemeinsame Söhne, wovon einer der Dichter Brooks Haxton ist. Als Haxton verstarb, hinterließ sie einen Bruder, eine Schwester, sieben Enkel und zwei Urenkel.

## Werke
- A Family's Affairs (1961)
  - Zu Haus in Louisiana: Roman einer Familie, Universitäts-Verlag, Berlin 1964
- Black Cloud, White Cloud: Two Novellas and Two Stories (1963)
- On the Lake (1963)
- Where The Dreams Cross (1968)
- Apostles of Light (1973)
- The Rock Cried Out (1979)
- A Lifetime Burning (1982)
- A Long Night (1986)
- The Magic Carpet and Other Tales (1987)
- Can't Quit You, Baby (1988)
- Truth: Four Stories I Am Finally Old Enough to Tell (1998)
- Witnessing (2004)